# 反重力赛车3
《反重力赛车3》是由公司专门為索尼开发并发布的未来主义电子竞速游戏，是《反重力赛车》系列游戏的第四部作品，于1999年9月在欧洲和北美发行，这也是旗下利兹工作室发布的第一部游戏作品。2000年8月，这款游戏在欧洲以《反重力赛车3：特别版》（Wipeout 3: Special Edition）为名重新发行，玩家須在游戏中操控极快速的反重力飞船，并用武器將其他竞争者逼出比赛。
开发商聘请（意为“设计师共和国”）设计公司为游戏设计菜单、赛道與简明的配乐方案，认为这样的未来世界比较真实可信。这款游戏也是为数不多的几款在高分辨率运行的游戏之一，提供更清晰的图形画面，并以拥有宽屏校正选项而知名。《反重力赛车3》的游戏配乐中包括铁克诺音乐和电子音乐，由DJ萨沙和地下世界、轨道、化学兄弟等乐队演奏。
这款游戏获得了頗正面的评价，评论家称赞了其画面、音乐和简约的设计元素。游戏主要的缺点是难度过高，缺乏新内容、赛道和游戏功能。不过，虽说游戏评价总体表现良好，但销售业绩并不理想。《反重力赛车3》是其系列作品中最后一部在运行的游戏，其续作《反重力赛车融合》于2002年发行，由平台独占。

## 游戏玩法

《反重力赛车3》截图，显示出玩家的抬头显示器和赛艇

《反重力赛车3》是一款保留了前作基本元素的赛车游戏，游戏的时代背景为2116年，玩家将加入反重力赛车联盟，控制赛车公司的未来主义风格反重力飞船在八條赛道（还有一條隐藏的原型赛道）中比赛。每艘飞船都配备有一塊能量护盾，可以抵抗比赛時受到的攻击，如果护盾失效，那么飞船再次受到攻击时就将被打出赛道以外，从而退出比赛。护盾可在远离主赛道的车道中再生，并且护盾的恢复程度视乎玩家在赛道停留的时间。
除了护盾外，每艘比赛飞船都配有气闸来通过赛道上的急弯，并且还有（意为“超助推”）功能可以提高速度，但这种功能需要耗用护盾的能量，降低飞船的防御能力。另外玩家也可以用特殊速度道具来实现在不启用的情况下提高速度。
遍步每条赛道的武器网格会随机赠予玩家各种道具功能。《反重力赛车3》除了保留前作的五种武器外还多了新武器，當中有多种防御武器，例如重力防护罩可以保护飞船在一段时间内对攻击和碰撞免疫。另外还有一些进攻型武器，飞船可以发射火箭、导弹和地雷攻击对手。除了武器外，玩家还可以使用自动导航道具来安全通过一些难度较高的弯道。
預設模式下游戏会奖励前三艘跑完全程的飞船，每位参赛者必须在限时内到达赛场上的关卡，否则就会逐出比赛。连续赢得金牌将解锁新赛道和飞船。《反重力赛车3》有多种游戏模式，包括在限时内跑完赛道等。在（意为“清除”）模式下，玩家可以收集点数来摧毁对手并跑完赛道。（意为“竞技”）模式下玩家将在多条赛道上比赛，通过轨道来获得点数。玩家还可以通过分屏选项来进入双人赛。

## 开发
为了保持前作中独特的赛车风格，开发商在开发《反重力赛车》的下一代作品时保留了前作中许多开发人员。与此同时，也打算把游戏制作得对于新接触快节奏赛车游戏的玩家来说更易上手，并且让前面的赛程对新手来说更简单一些，而资深玩家则可以在后面的赛道中挑战更高的难度。《反重力赛车3》可以使用的类比摇杆，让玩家体验到更流畅的控制感，这在《反重力赛车》系列游戏中尚属首次。
请来平面设计工作室协助游戏开发。后者以地下风格画风见长，为《反重力赛车3》的画面提供“视觉包装”，包括游戏的图标、广告牌、配色方案以及自定义字体。游戏中未来主义外观和风格的赛道旨在营造未来世界的可信度，《反重力赛车3》首席艺术家尼基·韦斯科特（Nicky Westcott）称，想要让游戏中的画面看上去更像是未来应该有的样子，而不是把天空做成毒橙色，10个月亮飞来飞去，全世界都疯了一样。这样的做法非常低调，并且也更精致。游戏的画面与前作相比有所改善，可以在高分辨率下运行。

### 音乐
《反重力赛车3》延续前作中的传统，包括有多位艺术家创作的铁克诺音乐和电子音乐，包含DJ萨沙、地下世界乐队、轨道乐队和化学兄弟的作品。的开发经理恩达·凯莉（Enda Carey）选择在游戏开发早期就汇集好音乐作品，而不是在游戏就快做好再来选择。与游戏系列的前作不同，选择DJ萨沙一人担任音乐总监，由他去与其他艺术家合作创作有凝聚力的配乐。萨沙专门为这款游戏创作了多段曲目，游戏的载体是一张混合模式CD，因此《反重力赛车3》中的配乐可以在标准的CD播放机中播放。为了宣传游戏及其音乐，给萨沙赞助了一次全球地下巡演。许多聚会和场馆放置了《反重力赛车3》游戏机，还伴有捆绑销售活动。
| 《反重力赛车3》曲目列表 | 《反重力赛车3》曲目列表 | 《反重力赛车3》曲目列表 | 《反重力赛车3》曲目列表 |
| 曲序                    | 曲目                    | 作曲                    | 时长                    |
| ----------------------- | ----------------------- | ----------------------- | ----------------------- |
| 1.                      |                         | 萨沙                    | 4:06                    |
| 2.                      |                         | 地下世界乐队            | 3:06                    |
| 3.                      |                         | 萨沙                    | 4:19                    |
| 4.                      |                         | 轨道乐队                | 4:12                    |
| 5.                      |                         | 萨沙                    | 4:12                    |
| 6.                      |                         |                         | 3:42                    |
| 7.                      |                         |                         | 3:41                    |
| 8.                      |                         | 萨沙                    | 4:17                    |
| 9.                      |                         | 化學兄弟                | 4:14                    |
| 10.                     |                         | 萨沙                    | 4:15                    |
| 11.                     |                         |                         | 3:42                    |
| 12.                     |                         | 保羅·凡戴克             | 4:03                    |
| 13.                     |                         | 萨沙                    | 4:07                    |

## 反响
《反重力赛车3》获得的总体评价頗为正面，根据收集的14份评价，其中13份给出好评，1份褒贬不一，总体评分89（最高100）；而在收集的27份评论计算的平均得分则为87（最高100）。将本作评为《反重力赛车》系列游戏中最具亲和力的作品，后又于2007年将之评为最优秀游戏的第92名。不过游戏虽说评价甚好，但商业上却并不成功。
画面和快节奏的玩法是游戏受到好评的方面。《衛報》的杰克·斯科菲尔德（Jack Schofield）对其中细节的丰富程度感到惊讶，称其“画面要高于你（对）的期望”。和游戏革命的评论员都称赞了游戏的新元素，特别是新的武器以及通过分屏挑战朋友的功能。的设计风格也因让赛车区域环境看起来更真实而受到赞誉，不过《国际设计》（International Design）杂志的大卫·戈德法布（David Goldfarb）称，當中一些视觉元素在前作的表现更好。《反重力赛车3》的音乐和音响效果也得到了表扬。
评论认为《反重力赛车3》的一種主要缺陷就是太难，《圣迭戈联合论坛报》的大卫·坎特（David Canter）形容游戏的学习过程困难得“荒唐可笑”，比赛模式难度从易如反掌到难于登天。虽然类比摇杆的使用有助于控制屏幕上的飞船，但却发现要想用好类比摇杆，玩家需要非常有耐心地多次实践。
给《反重力赛车3》评分较低的人对游戏缺乏创新感到失望。《泰晤士报》的斯图尔特·迈尔斯（Stuart Miles）认為这是好游戏，但没有达到自己期望的水准：“感觉就像開發者更关注（游戏的）整体外观和感觉，而非加強发展现有的游戏玩法。”网站的阿利斯泰尔·华莱士（Alistair Wallace）在一篇《反重力赛车2097》的回顾文称自己喜欢《反重力赛车3》，但这系列游戏缺乏创新，只是不停兜圈这点实在没什么了不起。在其总结认为《反重力赛车3》是优秀的赛车游戏，但还不足以超越史上最优秀的未来主义风格赛车游戏《反重力赛车2097》。

## 重新发行和续作
2000年7月15日，《反重力赛车3》专门在欧洲发行了特别版《反重力赛车3：特别版》，相比原作有多项小调整，例如不同的物理工艺，自动加载存盘和人工智能修正错误，并且还比过去的《反重力赛车》游戏多了八段赛道，其中三段来自《反重力赛车》，五段来自《反重力赛车2097》，另外还增加了两條以前只有日版才有的《反重力赛车3》隐藏原型赛道。特别版还允许两台和两台电视机共四名玩家参与的多人模式。《反重力赛车3》是其系列最后一款在平台运行的作品。下一部作品《反重力赛车融合》于2002年发行，但只有版本。该游戏有新赛道、飞船、武器系统以及增强的人工智能等。